# Permanent Vacation (película)
Permanent Vacation es una película dramática de 1980 dirigida, escrita y producida por Jim Jarmusch. Fue el primer trabajo del director, filmada en formato 16 mm poco después de abandonar la escuela de cine.
Esta película es la primera para la que el músico y amigo de Jarmusch, John Lurie, compuso y actuó. Jarmusch también ayudó en la música. 

## Argumento
El personaje principal, interpretado por Chris Parker, vaga por la sucia atmósfera de Nueva York y se topa con otros personajes intrigantes, mientras se cuestiona la vida y busca un lugar mejor.

## Reparto
- Chris Parker – Allie
- Leila Gastil – Leila
- Sara Driver – Enfermera
- Frankie Faison – Hombre en el vestíbulo
- John Lurie – Saxofonista
- Eric Mitchell – Car fence